# Theganopteryx remotevittata
Theganopteryx remotevittata es una especie de cucaracha del género Theganopteryx, familia Ectobiidae.

## Distribución
Esta especie se encuentra en Sudán.